# Antoinette Batumubwira
Antoinette Batumubwira (née le 23 mai 1956), est une femme politique burundaise, qui fut notamment ministre des Affaires étrangères du 30 août 2005 à 2009.

## Biographie
Elle est née en 1956 dans la ville de Ngozi. Entre 1979 et 1981, elle a effectué des études en communication.
Au début de son parcours professionnel, elle a travaille au journal La Voix de la Révolution du Burundi. Puis elle devient coordinatrice des relations publiques de l'ONU à Bujumbura jusqu'en 1995. Elle s'est mariée à un homme politique, Jean-Marie Ngendahayo, ministre des Affaires étrangères de 1993 à 1995. Elle a été également responsable de la communication du bureau de l'ONU aux Comores en 1999-2000. Puis et elle a travaillé comme consultante pour la Conférence régionale africaine des Nations unies en 2002. Le climat de guerre engendré au Burundi en 2003-2004 par des forces armées hutu l'amène à quitter le pays. Elle s'installe, avec son mari et ses deux enfants, en Afrique du Sud, puis en Finlande.
Elle était membre du CNDD-FDD. Cet ex-parti rebelle redevient le parti au pouvoir à la suite des élections législatives et à l'élection présidentielle de 2005, gagnée par Pierre Nkurunziza. Cette arrivée au pouvoir lui semble de nature à rétablir la paix et la démocratie. 
Elle a divorcé en 2007. Entre-temps, elle a été choisie comme ministre des Relations extérieures et de la Coopération internationale du Burundi,, de 2005 à 2009.
Fin 2007, Antoinette Batumubwira est nommée candidate par son pays à la succession d'Alpha Oumar Konaré à la présidence de la Commission de l'Union africaine pour l'élection de début 2008. Le gouvernement a tenté d'obtenir le soutien d'autres pays africains sur cette candidature, et les nations africaines des Grands Lacs se sont engagées un moment à la soutenir. Puis, finalement, le gouvernement a préfère retirer sa candidature et soutenir Jean Ping, du Gabon. Le 25 février 2009, à la fin de son mandat de ministre, elle se retire du monde politique.